# Max Alessandrini
Max Alessandrini, đôi khi được gọi là Massimiliano Alessandrini, là tác giả của loạt phim hoạt hình Tommy và Oscar.
Ông sinh ra tại Ý vào ngày 6 tháng 5 năm 1965. Ông có bằng nghệ thuật, âm nhạc và kịch nghệ tại trường "Università di Bologna", Ý. Kể từ năm 2000, Max Alessandrini đã sống ở Barcelona, Catalonia, Tây Ban Nha, nơi ông làm việc với tư cách là nhà tư vấn sáng tạo và viết kịch bản toàn thời gian. Ôngcũng chơi saxophone trong một số câu lạc bộ nhạc jazz ở Barcelona và là người sáng lập cũng như sax của ban nhạc funk "Funk Sinatra" (Ý, 1992–nay).